# Artur Rojek
Artur Rojek (tên đầy đủ: Artur Marcin Rojek, sinh ngày 6 tháng 5 năm 1972 tại Mysłowice) là một cựu nghệ sĩ guitar và ca sĩ chính của ban nhạc rock Ba Lan Myslovitz. Artur Rojek còn là giám đốc nghệ thuật của liên hoan âm nhạc thường niên Off Festival. Đây là một liên hoan âm nhạc được lập ra vào năm 2006 và được tổ chức tại quê hương anh (Mysłowice) cho đến năm 2009. Hiện nay, lễ hội diễn ra ở Katowice.
Ngày 20 tháng 4 năm 2012, ban nhạc Myslovitz chính thức thông báo về sự rời đi của Artur Rojek trong một thông điệp có tất cả chữ ký của các thành viên trong nhóm. Tháng 4 năm 2014, anh phát hành album phòng thu đầu tay mang tên Składam się z ciągłych powtórzeń.
Artur Rojek được trao tặng nhiều giải thưởng và biểu tượng quan trọng của Ba Lan, chẳng hạn như Giải thưởng Fryderyk (2015) ở hạng mục Album của năm - nhạc pop, Huân chương Polonia Restituta (2013), hay Huy chương đồng Huy chương Công trạng về văn hóa - Gloria Artis (2015) cho những người có thành tích xuất sắc trong lĩnh vực sáng tạo nghệ thuật và hoạt động văn hóa.

## Danh sách bài hát và album
Album phòng thu
| Tựa đề                           | Chi tiết của album                                                                  | Vị trí tại bảng xếp hạng | Số lượng bán   | Chứng nhận          |
| Tựa đề                           | Chi tiết của album                                                                  | POL                      | Số lượng bán   | Chứng nhận          |
| -------------------------------- | ----------------------------------------------------------------------------------- | ------------------------ | -------------- | ------------------- |
| Składam się z ciągłych powtórzeń | - Phát hành: 4 tháng 4 năm 2014 - Hãng đĩa: Kayax / Agora - Định dạng: CD, tải nhạc | 2                        | - POL: 60.000+ | - POL: 2 × Bạch kim |
| Kundel                           | - Phát hành: 13 tháng 3 năm 2020 - Hãng đĩa: Kayax / Agora                          |                          |                |                     |

### Video âm nhạc
| Tựa đề   | Năm  | Đạo diễn       | Album                            | Tham khảo |
| -------- | ---- | -------------- | -------------------------------- | --------- |
| "Beksa"  | 2014 | Michał Braum   | Składam się z ciągłych powtórzeń | [ 8 ]     |
| "Syreny" | 2014 | Tomasz Gliński | Składam się z ciągłych powtórzeń | [ 9 ]     |